# 倪必英
倪必英（？年—？年），浙江紹興府山陰縣人，由癸酉科舉人選授教諭俸滿以知縣用，乾隆二十九年任四川順慶府岳池縣知縣，乾隆二十九年署順慶府通判。是一位政治人物，明清時曾在四川順慶府岳池縣（位於今四川東北部，武周萬歲通天二年分南充、相如二縣置，是一個千年古縣）擔任官吏。